# Phyllanthus verdickii
Phyllanthus verdickii är en emblikaväxtart som beskrevs av De Wild.. Phyllanthus verdickii ingår i släktet Phyllanthus och familjen emblikaväxter. Inga underarter finns listade i Catalogue of Life.